# Olga Iamsxikova
Olga Nikolaievna Iamsxikova (rus: Ольга Николаевна Ямщикова) (6 de juny de 1914 - 31 d'agost de 1983) fou una militar soviètica, comandant de la Força Aèria Soviètica, aviadora, instructora i pilot de proves.
Participà com a aviadora a la unitat militar fundada per Marina Raskova, el 586è Regiment d'aviació de caça. Assolí tres morts confirmades durant la Segona Guerra Mundial. Per als seus èxits, fou guardonada amb l'Orde de la Guerra Patriòtica, l'Orde de l'Estrella Roja (tres vegades) i l'Orde de la Bandera Roja del Treball, entre altres medalles. Va ser una de les primeres pilots a abatre un avió enemic, fent-ho el 24 de setembre de 1942 a prop de Stalingrad.

## Condecoracions
- Orde de l'Estrella Roja (tres vegades)[1]
- Orde de la Bandera Roja del Treball[1]
- Orde de la Guerra Patriòtica (1a classe)[1]